# Ficedula dumetoria
Ficedula dumetoria е вид птица от семейство Muscicapidae. Видът е почти застрашен от изчезване.

## Разпространение
Разпространен е в Бруней, Индонезия, Малайзия и Тайланд.